# راتينجية فارير
راتينجية فارير نوع شجري يتبع جنس الراتينجية من الفصيلة الصنوبرية.

## البيئة والانتشار
يوجد في منطقة الحدود بين الصين وميانمار.